# 1989 CU8
1989 CU8 är en asteroid i huvudbältet som upptäcktes den 13 februari 1989 av den belgiske astronomen Henri Debehogne vid La Silla-observatoriet.
Den har en diameter på ungefär 7 kilometer och den tillhör asteroidgruppen Koronis.